# Kallodu, Dod Ballapur
Kallodu là một làng thuộc tehsil Dod Ballapur, huyện Bangalore Rural, bang Karnataka, Ấn Độ.